# Fietssnelweg F70
De fietssnelweg F70, ook gekend als de Demerroute, is een Belgisch-Limburgse fietssnelweg in opbouw die Hasselt met Bilzen verbindt. De route zal 21 km lang zijn. Ze is al grotendeels berijdbaar, maar op enkele plaatsen geldt voorlopig nog een omleiding. In mei 2024 werd de F70 de eerste Limburgse fietssnelweg die volledig bewegwijzerd is.

## Traject
De F70 start in het westen in de Hasseltse deelgemeente Stokrooie aan het Albertkanaal. In 2022 werden plannen onthuld om ter hoogte van Kuringen de route doorheen natuurgebied Prinsbeemden te sturen, maar de werken liepen vertraging op. Natuurpunt tekende in 2024 bezwaar aan wegens bezorgdheid over de ecologische impact. De omleiding loopt langs het jaagpad van het Albertkanaal, de Simpernelstraat en de Overdemerstraat. Ze beschikt reeds over gescheiden fietspaden.
Na een oversteek van de Kanaalkom parallel aan de Grote Ring zet de route langs Hogeschool PXL koers naar de rand van het Kapermolenpark.
Aan het Limburgse provinciehuis kruist de F70 een Hoppinpunt met een fietsenstalling en buslijnen richting Lanaken en Maastricht. Tegenover het provinciehuis ligt tevens een evenementencomplex dat uitgerust is met onder meer een concertzaal, indoorspeeltuin en VR-park. Tussen Diepenbeek en Bilzen blijft de fietssnelweg altijd in de buurt van spoorlijn 34. In Diepenbeek passeert de F70 in de buurt van Universiteit Hasselt en aan Demerstrand. Op weg naar Beverst loopt ze onder de brug van N76 tussen Borgloon en Hamont door. Vanuit het eindpunt in Bilzen kan de F76 naar Tongeren of Genk worden gevolgd.